# Casa de Württemberg
A Casa de Württemberg (que deu seu nome ao Reino de Württemberg, e por consequência ao estado alemão de Baden-Württemberg), tem sua origem entorno da dinastia saliana. A origem de Luxemburgo, de longo curso, é altamente improvável.

## História
Por volta de 1080, o Conrado de Württemberg, provavelmente descentende do Conrado de Caríntia (dinastia saliana), se instala na região de Estugarda ao converter-se o herdeiro da Casa de Beutelsbach e constrói o castelo de Württemberg. Em 1143, os Württemberg obtiveram o título de Condes. Seu domínio, que originalmente incluía o território que rodeava o castelo, cresceu em forma sustentada, sobre tudo através da compra de propriedades de famílias empobrecidas, como as de Tubinga.

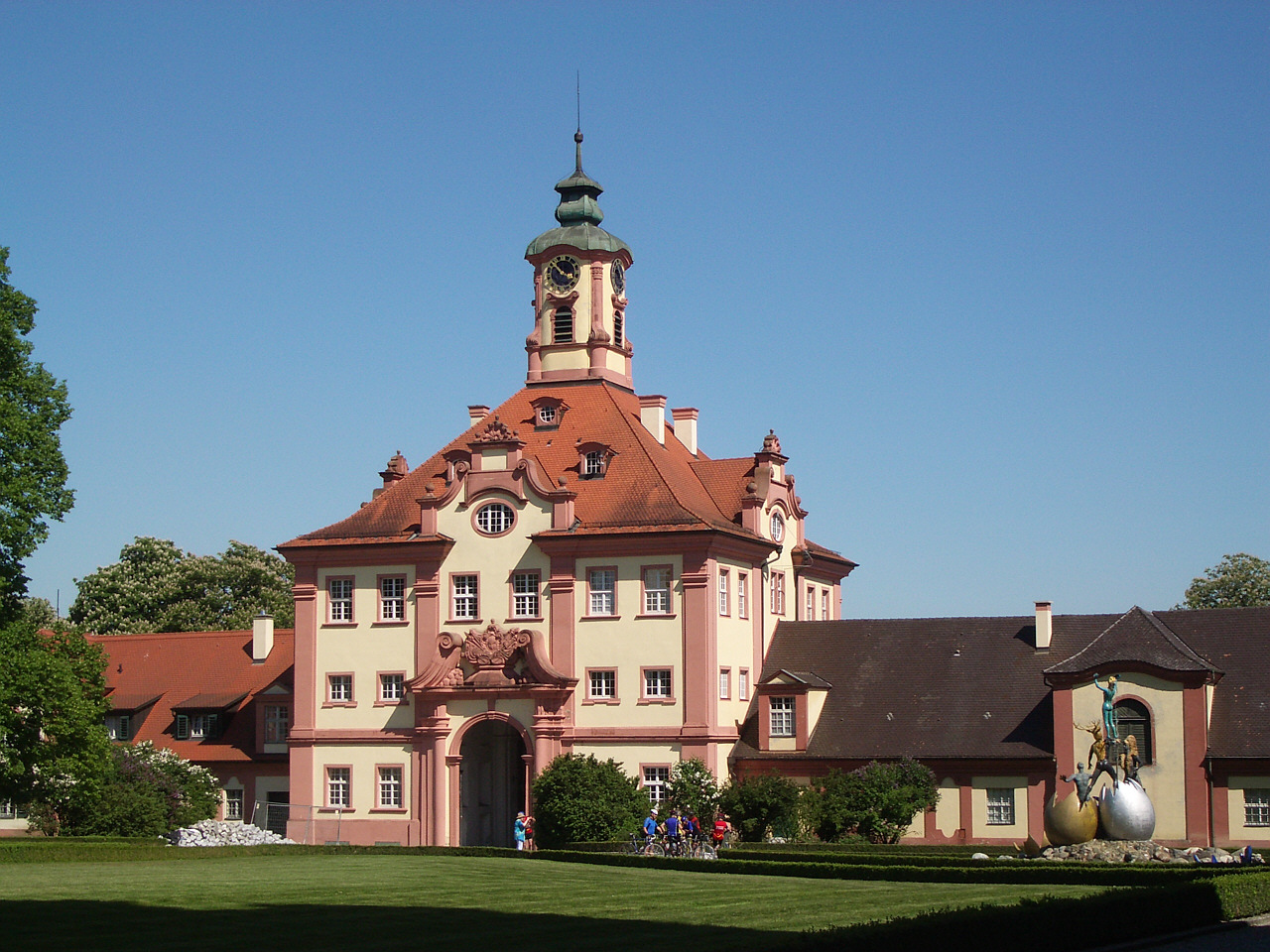
Palácio de Altshausen, residência da família Württemberg

Por causa da Dieta de Worms, o conde Everardo foi gratificado pelo imperador Maximiliano I com o título de Conde em 1495. De 1534 a 1537, o duque Ulrich introduziu a Reforma Protestante e converteu o seu ducado em um território protestante importante onde era o chefe da Igleja.
Quando no século XVIII se extinguiu o ramo masculino protestante, outra linha sucedeu com o duque Carlos Alexandre de Württemberg, um soberano católico. Os duques católicos então cederam o comando eclesiástico às famílias mais importantes de Württemberg . Um príncipe protestante só regressou ao governo com a ascensão do duque Frederico I de Württemberg em 1797.

### Reino de Württemberg
Em maio de 1803, as reformas políticas de Napoleão Bonaparte convertem Frederico, por então seu aliado, em príncipe-eleitor recebendo os senhorios seculares mediadas que permitem expandir significativamente seu país. Em 1 de janeiro de 1806, Frederico I recebeu o título de rei e com ele novos territórios, e em 1807, para estreitar ainda mais sua aliança com o Império Francês, celebrou o matrimônio deu sua filha, a princesa Catarina de Württemberg (1783-1835) com Jerónimo Bonaparte, irmão mais novo de Napoleão Bonaparte.
Em 1828, o rei Guilherme I de Württemberg promulgou uma nova norma de sucessão e estabeleceu os direitos e deveres da família soberana. A primogenitura masculina era estabelecida junto à exigência de matrimônios com famílias de igual dignidade.

### Abdicação
Ao terminar a Primeira Guerra Mundial extinguiu-se o Império Alemão e o rei Guilherme II de Württemberg foi o último monarca a reinar. Em novembro de 1918, após abdicar, ele assumiu o título de Duque de Würtemberg e em 1919 entregou o palácio Altshausen, próximo de Ravensburg, a seu presuntivo herdeiro, o duque Alberto. Após sua morte, em outubro de 1921, sua fortuna e reivindicações ao trono passam para outra linhagem, convertido ao catolicismo no século XIX.

## Linhas da Casa de Würtemberg

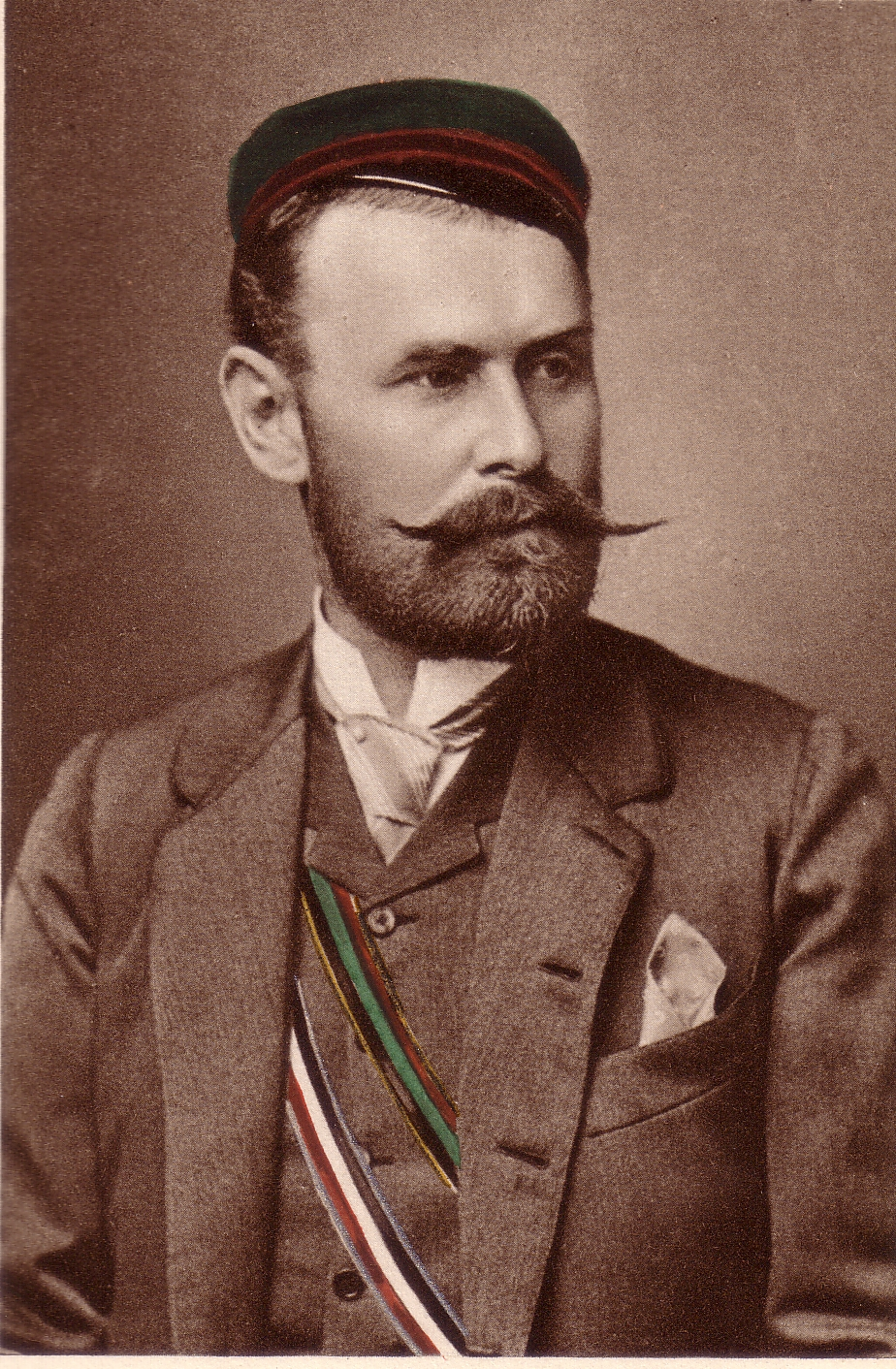
Guilherme II de Württemberg (1848-1921), último rei de Würtemberg.

Todas as linhas descendem de Frederico II Eugénio, Duque de Württemberg (1732-1797):
1. A primeira linha, chamada ramo maior, descendentes de Frederico I de Württemberg. Extinguiu-se com o rei Guilherme II de Württemberg em 1921.
2. A segunda linha, chamada Teck, descendente de Luís, Duque de Württemberg (1756-1817). Extinguiu-se com Jorge Cambridge, segundo marquês de Cambridge em 1981. Não se considerou dinástica pelo matrimônio morganático do duque Alexandre de Württemberg (1804–1885) com a condessa Claudine Rhédey von Kis-Rhéde. Uma linha feminina descendente deste ramo inclui a rainha Isabel II do Reino Unido.
3. A terceira linha, chamada Carlsruhe, descendente do duque Eugénio Frederico de Württemberg (1758-1822). Se extinguiu com Nicolau de Württemberg em 1903.
4. A quarta linha, chamada Urach, descendente de Guilherme Frederico de Württemberg (1761-1830). Este ramo se há conservado, mas como o ramo Teck, não se considera dinasta pela década de 1860. O atual chefe deste ramo é o príncipe Wilhelm Albert, Duque de Urach.
5. A quinta linha, chamada Altshausen, descendente de Alexandre de Württemberg (1771-1833). O atual pretendente ao trono do Reino de Württemberg, Guilherme, pertence a ela.

Através dos matrimônios de seus membros femininos, os Würtemberg estão presentes em numerosas famílias reais, imperiais, ducais e principescas como a Casa de Bourbon, Casa de Liechtenstein, Casa de Orleães, Casa de Windsor. 